# Elaeocarpus simplex
Elaeocarpus simplex är en tvåhjärtbladig växtart som beskrevs av Wilhelm Sulpiz Kurz. Elaeocarpus simplex ingår i släktet Elaeocarpus och familjen Elaeocarpaceae. Inga underarter finns listade i Catalogue of Life.